# BMW 700
O BMW 700 é um carro pequeno com motor traseiro produzido pela BMW em diversos modelos de agosto de 1959 a novembro de 1965. Foi o primeiro automóvel BMW com estrutura monocoque. O BMW 700 foi um sucesso de vendas na época em que a BMW estava perto da ruína financeira. O BMW 700 também se destacou no automobilismo, tanto em sua forma original quanto como base para uma corrida especial chamada 700RS.
Mais de 188.000 foram vendidos antes do término da produção em novembro de 1965. Ao descontinuar o BMW 700, a BMW deixou o mercado de carros populares.

## Conceito, design e engenharia
Wolfgang Denzel, distribuidor de carros BMW na Áustria, contratou Giovanni Michelotti para fazer esboços de um chassi BMW 600 alongado. Em janeiro de 1958, Denzel recebeu um contrato de desenvolvimento para o BMW 700. Denzel apresentou um protótipo à administração da BMW em julho de 1958. O conceito, um coupé de duas portas com teto inclinado, foi bem recebido, mas foram levantadas críticas sobre o espaço limitado para passageiros. A BMW decidiu produzir duas versões, o coupé e um sedã de duas portas com teto mais alto e longo.
O engenheiro responsável pelo chassi e suspensão foi Willy Black, que projetou e projetou o BMW 600. O sistema de transmissão e a suspensão eram semelhantes aos do BMW 600, com um motor duplo plano montado na traseira alimentando as rodas traseiras, suspensão de braço dianteiro Dubonnet na frente e suspensão de braço semi-arrastado na traseira. O BMW 700 foi o primeiro automóvel da BMW a usar uma estrutura monocoque de aço.
O motor era uma versão aumentada do usado na motocicleta R67 e na BMW 600. Com um diâmetro de 78 milímetros (3,1 pol) e 73 milímetros (2,9 pol) de curso, o motor deslocou 697 centímetro cúbicos (43 cu in). O motor originalmente usava um único carburador Solex 34PCI e tinha uma taxa de compressão de 7,5:1, resultando em uma potência de 30 cavalos (22 kW).

## Recepção
As versões cupê e sedã do BMW 700 foram exibidas no Salão Automóvel de Frankfurt de 1959. O código interno do modelo da BMW era E107, com o cabriolet posterior se tornando o E110. Após o evento, a BMW recebeu 25.000 pedidos de BMW 700. A produção do cupê BMW 700 começou em agosto de 1959. Em dezembro a produção seguiu com a versão berlina.
O grande número de encomendas foi uma boa notícia para a BMW, que estava em crise financeira. Em dezembro de 1959, os acionistas bloquearam uma proposta do conselho supervisor da BMW de vender a empresa para a Daimler-Benz. O pesado investimento feito a seguir na BMW por Herbert Quandt foi atribuído em parte ao sucesso do BMW 700.
Em abril de 1960, a produção do BMW 700 era de 155 carros por dia. Em 5 anos de produção, foram construídos 188.211 BMW 700.

## Desenvolvimento
A primeira variante do BMW 700 a aparecer depois do cupê e sedã originais foi o BMW 700 Sport em agosto de 1960. Disponível apenas como coupé, o Sport usava um motor aprimorado com um par de carburadores Solex e uma taxa de compressão de 9,0:1. Isso elevou a potência para 40 cavalos (29 kW). O Sport também tinha uma barra estabilizadora traseira. Um cárter com nervuras foi usado para reduzir a temperatura do óleo do motor mais potente. O BMW700 Sport foi renomeado como BMW 700 CS em 1963.
O BMW 700 Cabriolet foi lançado logo após o BMW 700 Sport e estava disponível apenas com o motor de 40 cavalos do BMW 700 Sport. A carroceria conversível foi feita por Karosserie Baur de Stuttgart. 2.592 conversíveis foram construídos.
Uma transmissão semiautomática Saxomat foi oferecida como opção nos BMW 700 a partir de setembro de 1960.
O BMW 700 Luxus (de luxo) substituiu o sedã original em 1962. Um modelo com distância entre eixos mais longa 16 centímetros (6,3 pol), o LS, também foi adicionado.
Em fevereiro de 1963, o tamanho das válvulas de admissão do motor básico do BMW 700 foi aumentado. A potência aumentou para 32 cavalos (24 kW).
O desenvolvimento final do BMW 700 foi o BMW 700 LS Coupé de 1964. Este era um coupé de longa distância entre eixos com motor Sport. 1.730 LS Coupés foram construídos.
A produção do BMW 700 terminou em novembro de 1965. Naquela época, os carros de sucesso da Nova Classe já haviam se estabelecido no mercado. A alta demanda por carros maiores, com maiores margens de lucro, levou a BMW a parar de fabricar carros populares. A BMW finalmente retornou ao mercado de carros populares em 2002 com o Mini.
Uma tentativa de transferir os direitos de produção de carrocerias e mercados de exportação do BMW 700 para a Autocars Co. em Israel em 1965 fracassou. A E. Illin Industries já havia tentado iniciar uma empresa de montagem do BMW 700 em Israel, o que resultou na montagem de quatro BMW 700 lá em abril de 1963. O BMW 700 foi montado na Argentina pela Metalmecánica SAIC e vendido como De Carlo 700 Glamour até 1964, quando o mesmo chassi foi revestido com uma carroceria semelhante ao Simca 1000 do De Carlo SL. Um pequeno número de coupés foi montado lá em 1961.

## Automobilismo
Vários pilotos competiram em BMW 700. Hans Stuck venceu o Campeonato Alemão de Escalada de 1960 em 700. Stuck e Sepp Grieger levaram a vitória na categoria na corrida de 12 horas de Hockenheim em 1960. Walter Schneider e Leo Levine levaram o BMW 700 para uma vitória na classe na corrida de carros de turismo de 6 horas de Nürburgring em 1960. Schneider conquistou o título de sedã alemão em 1961. Também em 1961, um BMW 700 venceu sua classe em Monza, derrotando seu maior rival, Abarth, em casa. Outros pilotos competiram com o BMW 700: Jacky Ickx, Hubert Hahne e o fundador da Alpina, Burkard Bovensiepen.
O BMW 700 RS era um carro esportivo de corrida baseado no BMW 700. Tinha chassi tubular, carroceria especial, leve e aerodinâmica e motor com duplo comando de válvulas no cabeçote ajustado para 69 cavalos (51 kW). Hans Stuck fez campanha com o BMW 700 RS com sucesso.